# 爰秦
爰秦（?—?），又作庆秦、卿秦，战国末期燕国将领。
前251年（燕王喜四年、赵孝成王十五年、秦昭襄王五十六年）燕王喜派军六十万攻打赵国，栗腹率军四十万攻打鄗（今河北省高邑县东），卿秦率军二十万攻打代（今河北省蔚县东北）。赵孝成王派廉颇率兵八万在鄗击败栗腹，栗腹战败被杀。乐乘率军五万在代击败卿秦，卿秦和乐间（乐毅的儿子）被赵军所俘。